# Lemsterland
Lemsterland (frizonă Lemsterlân) este o comună în provincia Frizia, Țările de Jos. 

## Localități componente
Bantega, Delfstrahuizen, Echten, Echtenerbrug, Eesterga, Follega, Lemmer, Oosterzee, Oosterzee-Buren.